# كلية سلاغور الإسلامية العالمية
كلية سلاغورالإسلامية العالمية (بالملايوية: Kolej Universiti Islam Antarabangsa Selangor)‏ والمعروفة أيضًا باسم KUIS هي جامعة خاصة ماليزية تقع في بندر سيري بوترا، بانغي، سلاغور، وكانت الكلية قد انتقلت إلى هذا الموقع في عام 2000، عندما تم افتتاح الحرم الجامعي الجديد رسميًا من قبل شرف الدين (سلطان سيلانجور).

## الكليات والمراكز
- مركز الدراسات العليا
- مركز التأسيس
- كلية الدراسات والحضارة الإسلامية
- كلية الإدارة والمعاملة
- كلية علوم وتكنولوجيا المعلومات
- كلية اللغة الحديثة والاتصال
- كلية التربية
- كلية الشريعة والقانون

## روابط خارجية
- الموقع الرسمي لـكلية سيلانجور الإسلامية العالمية
- دبلوم في تكنولوجيا التجارة الإلكترونية
- البوابة الإلكترونية لطلبة الجامعة